# Teatro Erba
Il Teatro Erba è un teatro di Torino.

## Storia
L'edificio venne costruito nel 1957 da Giuseppe Erba come cinematografo Flora, per poi essere trasformato in teatro nel 1969. Nel corso degli anni si succedettero sul suo palcoscenico personaggi come Milly, Gassman, Chiari, Rascel, Scotti, Macario, Campanini, Navarrini, Enza Giovine, Alida Chelli, Marina Berti, Giordana, Giovanpietro, Placido, Rigillo, Lidya Alfonsi, i Gufi, Jerry Calà con i Gatti di Vicolo Miracoli, la Nuova Compagnia di Canto Popolare, la Grande Eugène, la Rodriguez, Aurora Banfi, Paolo Conte. 
A fine anni '80 e poi nuovamente negli anni 2000, l’architetto Gian Mesturino, alla guida di un gruppo di esperti, ha curato una ristrutturazione totale con attente soluzioni tecniche.
La gestione del Teatro Stabile Privato "Torino Spettacoli" (Compagnia Torino Spettacoli) ha permesso al Teatro Erba una forte crescita.